# قسم تشالدران الجنوبي الريفي (مقاطعة تشالدران)
قسم تشالدران الجنوبي الريفي (بالفارسية: دهستان چالدران جنوبی) هي منطقة سكنية تقع في قسم في إيران. يقدر عدد سكانها بـ 9,735 نسمة .